# Papyrus Fouad 266

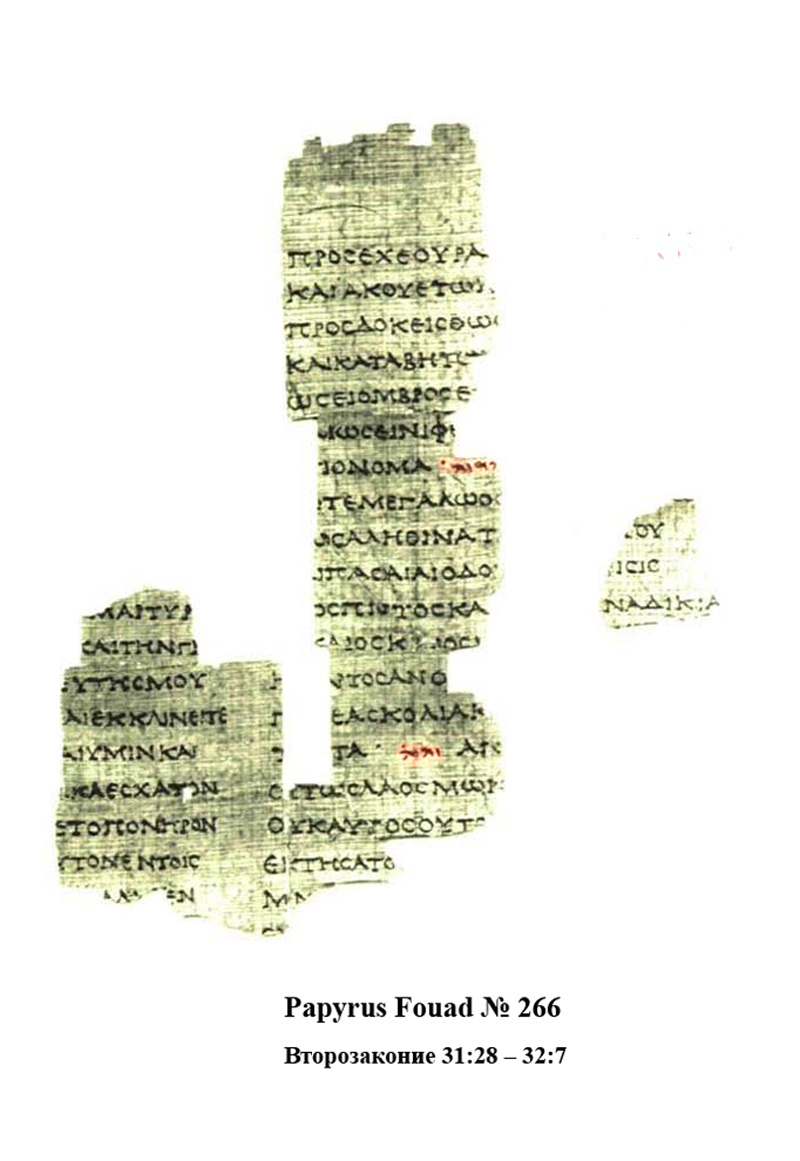

Papyrus Fouad 266 (Nr. 847, 848, 942 nach Rahlfs) ist die Bezeichnung für eine größere Anzahl von Papyrusfragmenten, die paläographisch auf das 2. oder 1. Jahrhundert v. Chr. datiert werden. Sie enthalten Teile aus dem 1. und 5. Buch Mose in griechischer Sprache.
Die Papyri gehören zu den ältesten bekannten Fragmenten biblischer Texte in griechischer Sprache (Septuaginta). Sie befinden sich heute im Ägyptischen Museum in Kairo.

## Geschichte
Die Fragmente wurden 1939 im Fayyum-Becken in Ägypten gefunden.
Nachdem P. Jouget 1943 das Konvolut für die Société Fouad Ier de Papyrologie erworben hatte, besorgte W.G. Waddell eine erste Veröffentlichung. Nach Waddell seien die Fragmente in das erste oder gar zweite vorchristliche Jahrhundert zu datieren. Nach der ersten Identifizierung erhielten die Fragmente die gemeinsame Rahlfs-Nr. 942.
Die Erstedition besorgte Françoise Dunand 1966. Es handelt sich um 115 Fragmente einer Rolle von ursprünglich etwa 88 Kolumnen auf ca. 15 Metern, die den gesamten Pentateuch enthalten haben soll. Die nachfolgende Edition durch Zaki Aly und Ludwig Koenen unterschied nun drei Rollen mit biblischem Text sowie Fragmente einer vierten Rolle, bislang nicht identifiziert. Diesem Befund entsprechend wies man den drei Rollen je eine eigene Rahlfs-Nr. (942, 847, 848) zu.
Bis zur Entdeckung der Schriftrollen vom Toten Meer waren die Fragmente des Papyrus Rylands 458 (Rahlfs Nr. 957) und Fouad 266 die einzigen bekannten vorchristlichen Papyri der Septuaginta.

## Inhalt
Die Fragmente sind eine Abschrift der Septuaginta in Unzialschrift, die man zum proto-lukianischen Texttyp zählt. Rahlfs Nr. 942 enthält Teile von Genesis 4; 7 und 37f. Die Rahlfs Nr. 847 und 848 zugehörigen Fragmente enthalten Teile von Deuteronomium 10f. und 17–33.
Auffällig ist, dass das Tetragramm »JHWH« in Quadratschrift im griechischen Text wiedergegeben wird. Der Schreiber des griechischen Textes ließ dafür zunächst eine Lücke, die später durch das Tetragramm ausgefüllt wurde. Es ist umstritten, ob dies die ursprüngliche Praxis in griechischen Handschriften oder bereits Ausdruck einer „archaisierenden und hebraisierenden Revision der alten Übersetzung anstelle von Kyrios“ ist.

## Bedeutung
Besondere Bedeutung haben die Fragmente aufgrund ihres Alters: „Wir haben hier einen griechischen Bibeltext vor uns, der den Text der Septuaginta in einer zuverlässigeren Form bietet als der Codex Vaticanus und der zugleich mehr als 400 Jahre vor dem Vaticanus geschrieben worden ist.“ Ein in besonderer Form geschriebener Gottesname zeigt sich auch in den griechischen Fragmenten der Zwölfprophetenrolle vom Nachal Chever aus der Judäischen Wüste.
Paul Kahle schloss daraus: „In allen griechischen Übersetzungen der Bibel, die in vorchristlicher Zeit von Juden für Juden angefertigt wurden, muss das Tetragrammaton in hebräischen Schriftzeichen als Gottesname verwendet worden sein und nicht [Kyrios] … oder Abkürzungen davon, wie wir sie in den christlichen [Abschriften der Septuaginta] … finden.“